# بورسيرة بيضوية
بورسيرة بيضوية (الاسم العلمي:Bursera ovata) هي نوع من النباتات تتبع جنس البورسيرة من الفصيلة البخورية.